# Non-Stop Ecstatic Dancing
Non-Stop Ecstatic Dancing è un EP del gruppo musicale inglese dei Soft Cell, pubblicato nel 1982.

## Il disco
Nell'album sono contenute diverse "hit": la cover del brano del 1966 dei Judy Street What?, i remix dei primi singoli del gruppo, ossia A Man Could Get Lost e Memorabilia, la B-side del singolo Tainted Love e altri due singoli non inseriti nel precedente album Non-Stop Erotic Cabaret.
L'album è riconosciuto come uno dei primi esperimenti di house music.

## Tracce
Testi e musiche di David Ball e Marc Almond, eccetto dove indicato.
1. Memorabilia – 5:22
2. Where Did Our Love Go? – 4:33 (Brian Holland, Lamont Dozier, Edward Holland, Jr.)
3. What? – 4:33 (H. B. Barnum)
4. A Man Could Get Lost – 4:05
5. Chips on My Shoulder – 4:26
6. Sex Dwarf – 5:15

## Formazione
Gruppo
- Marc Almond - voce
- Dave Ball - cori, sintetizzatori

Collaboratori
- Cindy Ecstasy - rap
- John Gatchell - tromba, flicorno
- David Tofani - sax